# 다케타니 미쓰오
다케타니 미쓰오(일본어: 武谷 三男, 1911년 10월 2일 ~ 2000년 4월 22일)는 일본의 물리학자이다.
후쿠오카현 출신. 구제 대북고등학교를 거쳐 교토제국대학 이학부를 졸업한 후 유카와 히데키・사카타 쇼이치와 함께 원자핵・소립자를 여구했다. 그러는 한편 나카이 마사카즈・쿠노 오사무와 함께 반파시즘을 표방하는 잡지 『세계문화』, 『토요일』에 참여했다. 제2차 세계대전 중에는 이화학연구소를 중심으로 하는 원자폭탄 개발(니호연구)에 관여했다.
종전 후에는 츠루미 슌스케 등과 『사상의 과학』을 창간하고, 연구회 멤버로서 과학사, 기술론 등의 분야에서 많은 논문을 발표했다. 원자력 문제에 있어서는 미국의 수폭실험을 비판하고, 사회주의 국가의 핵보유를 긍정했다. 히로시마·나가사키 원자폭탄 투하에 대하여서도 반파쇼의 인도적 행위라며 이를 예찬했다. 그의 안정성 이론은 이후의 공해반대 운동 등에 큰 영향을 미쳤다.
1953년부터 1969년까지 릿쿄대학 이학부 교수를 지냈다. 1954년 원자력에 관한 일본 최초의 교과서인 『교양의 과학 원자력』을 공저했고, 릿쿄대학에 원자로 도입을 적극 추지하여 1957년 릿쿄대학 원자력연구소 설립에 힘썼다. 1972년 원자력안전문제연구회를 설립했고, 1976년 원자력자료정보실이 발족하자 그 대표가 되었다.

## 다케타니 과학철학
다케타니는 마르크스주의자로서 자기 나름의 과학방법론을 형성해서 제기했는데, 이를 다케타니 이론(武谷理論)이라고 한다.

### 삼단계론
삼단계론이란 양자역학의 인식론적 문제, 즉 양자역학의 측정과 해석문제를 해결하는 실용적 이론형성기법으로서 제창된 방법론이다.  유물변증법의 실체론적 방법의 명확화가 혁신적인 부분이다.
1. 현상론적 단계: 양자역학의 범주에 들어오는 현상으로서 측정에 걸리는 것을 측정된 그대로 기술하는 단계
2. 실체론적 단계: 상기 현상의 방정식을 만들기 전에, 현상론적 단계에는 나오지 않는 실체(모형, 입자 등 가설상의 존재)를 아는(경우에 따라서는 새로이 도입하는) 단계
3. 본질론적 단계: 현상론적 단계에서 기술된 현상을 실재론적 단계에서 도입한 실재를 포함하여 방정식 등 수학적 방법으로 기술하는 단계

다케타니와 사카타는 이 삼단계론을 기초로 연구를 진행했고, 사카타는 나고야대학을 거점으로 많은 연구서를 배출했다. 또한 다케타니는 그밖에도 여러 연구실을 방문해서 자기 과학철학을 퍼뜨렸는데, 난부 요이치로는 자신이 “다케타니 철학의 신도”라고 밝힌 바 있다.

### 기술론
다케타니는 “기술이란 인간 실천(생삱거 실천)에 있어서의 객관적 법칙성의 의식적 적용”이라고 파악하는 기술론을 주장했다. 전후에 일관되게 이루어진 다케타니의 현대기술 비판은 이 기술론의 구체적인 전개로서 이루어진 것이다. 그 이론을 검토・평가하는 것은 오늘날의 중요한 과제로 남아 있다.